# Maculosalia flavicercia
Maculosalia flavicercia là một loài ruồi trong họ Tachinidae.